# She’s So Cold
«She’s So Cold» — песня, записанная The Rolling Stones и выпущенная в сентябре 1980 года на их альбоме Emotional Rescue. Она также была выпущена вторым синглом с альбома вместе с песней «Send It to Me» на стороне «Б». Поскольку текст песни содержит фразу «она чертовски холодна», промо-копии сингла отправлялись на радио-станции с «cleaned up version» на одной стороне и с «God damn version» на другой пластинки.

## Позиции в чартах
Сингл добрался до 33-й позиции на UK Singles Chart и 26-го номера на US Billboard Hot 100 в ноябре 1980 года. Наряду с другими треками с альбома «Dance» и «Emotional Rescue», «She’s So Cold» заняла девятую строчку на хит-параде Disco Top 100.
| Чарт (1980)                        | Высшая позиция |
| ---------------------------------- | -------------- |
| Австралия (Kent Music Report)      | 49             |
| Канада (RPM Top Singles)           | 11             |
| Ирландия (IRMA)                    | 24             |
| Нидерланды (Single Top 100)        | 23             |
| Новая Зеландия (Recorded Music NZ) | 26             |
| Великобритания (UK Singles Chart)  | 33             |
| США (Billboard Hot 100)            | 26             |